# 南马街道
南马街道是中国黑龙江省哈尔滨市道外区下辖的一个街道，位于道外区西南，东与滨江街道相邻，西临滨江铁路，与道里区相接。

## 行政区划
下辖以下地区：
南马社区、景阳社区、开原社区、南平社区、八区社区和南坎社区。